# شهرستان سانگنان
شهرستان سانگنان (به لاتین: Cangnan County) یک منطقهٔ مسکونی در چین است که در ونژو واقع شده‌است. شهرستان سانگنان ۱٬۲۶۱٫۰۸ کیلومتر مربع مساحت و ۱٬۱۸۴٬۶۰۰ نفر جمعیت دارد.